# Lüyi
Lüyi (kinesiska: 吕艺镇, 吕艺) är en köping i Kina. Den ligger i provinsen Shandong, i den östra delen av landet, omkring 130 kilometer nordost om provinshuvudstaden Jinan. Antalet invånare är 44 843. Befolkningen består av 22 270 kvinnor och 22 573 män. Barn under 15 år utgör 17,0 %, vuxna 15-64 år 72 %, och äldre över 65 år 9,0 %.
Genomsnittlig årsnederbörd är 698 millimeter. Den regnigaste månaden är juli, med i genomsnitt 278 mm nederbörd, och den torraste är januari, med 7 mm nederbörd.